# Albufera-Lagune
Die Albufera-Lagune (spanisch La Albufera ‚Die große Salzwasserlagune‘) ist eine von den Gezeiten bestimmte Lagune auf Deception Island im Archipel der Südlichen Shetlandinseln. Sie liegt am südwestlichen Ende der Fumarole Bay.
Spanische Wissenschaftler nahmen ihre Benennung vor.